# Nyctemera toxopei
Nyctemera toxopei là một loài bướm đêm thuộc phân họ Arctiinae, họ Erebidae.